# Sotheby's
Sotheby’s (/ˈsʌðəbiz/) est une multinationale américaine d'origine britannique de vente aux enchères d’œuvres d’art et d'objets de collection basée à New York.
Elle est l'une des quatre maisons de vente aux enchères de luxe les plus anciennes au monde. Sotheby's Holding Incorporated est cotée à la bourse de New York et à celle de Londres. 
Le groupe, qui possède 90 sites, organise environ 350 ventes par an, à Paris, New York, Londres, Hong Kong, Genève, Monaco et Milan notamment.
En juin 2019, Patrick Drahi lance une OPA et achète pour 3,7 milliards de dollars l'entreprise.

## Historique

### Fondation (1744-1864)
Le 11 mars 1744, Samuel Baker procède à Londres à une vente aux enchères de 457 livres et manuscrits appartenant à John Stanley pour un résultat de £ 826. En 1767, Samuel Baker s'associe avec George Leigh, un commissaire-priseur reconnu sur la place. Dans l'intervalle, la maison Christie's est fondée en 1766. D'autres maisons plus anciennes existaient en Europe dont trois dans les pays scandinaves — par exemple, la Stockholms Auktionsverk fondée en 1674 en Suède —, une à Vienne, Dorotheum ; plus timidement, Paris se lance à son tour dans ce type de ventes.

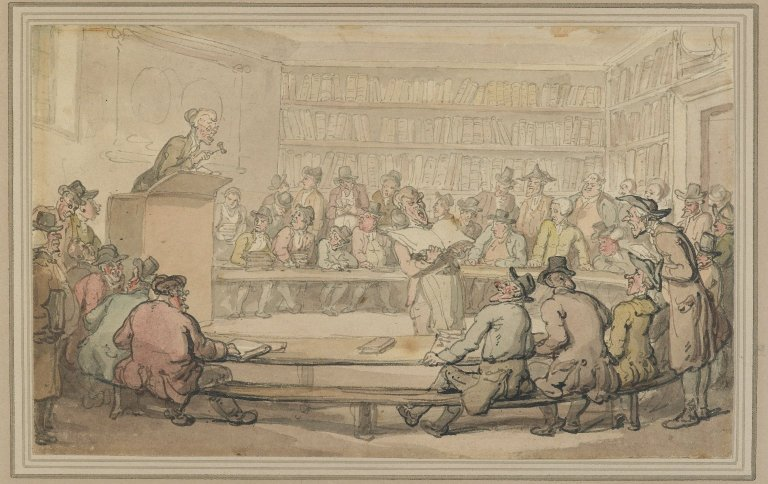
Vente de livres organisée par S. Leigh Sotheby à Londres, vers 1810-1815, dessin de Thomas Rowlandson (Brooklyn Museum).

À la mort de Samuel Baker en 1778, ses biens sont répartis entre George Leigh et le neveu de Samuel Baker, John Sotheby (en) (1740-1807), qui vont finir par s'associer. L'entreprise se spécialise dans la vente des grandes bibliothèques patrimoniales. Sous la direction de John Sotheby, entre 1778 et 1807, la maison de vente aux enchères, qui se définit comme bookseller [libraire-expert], diversifie ses activités au-delà des livres et procède à la vente aux enchères d'estampes, médailles, monnaies et autres objets d'antiquité. De vastes collections de livres, de gravures et de dessins passent entre leurs mains, comme celle de William Pitt le Jeune (1809), du banquier Henry Hope, ou plus tard la bibliothèque de Napoléon Bonaparte[réf. nécessaire]. L'adresse londonienne devient 3 Wellington Street, sur The Strand (1830).
En 1842, le directeur financier de la maison de vente aux enchères, John Wilkinson, prend une participation de 25 % dans la société, dirigée par Samuel Leigh-Sotheby (1805-1861). En 1852, la société se définit sous la raison sociale « S. Leigh Sotheby & John Wilkinson, auctioneers of literary property and works illustrative of the fine arts ». En 1861, à la mort du dernier membre de la famille Leigh-Sotheby, John Wilkinson prend la direction de l'entreprise. 
Entre 1842 et 1862, la firme est impliquée dans la vente d'ouvrages anciens au nom de Guillaume Libri, réfugié à Londres depuis 1848, et qui, protégé par Antonio Panizzi, reste l'un des plus gros escrocs de son temps en termes de bibliophilie.

#### Sotheby, Wilkinson & Hodge (1864-1924)

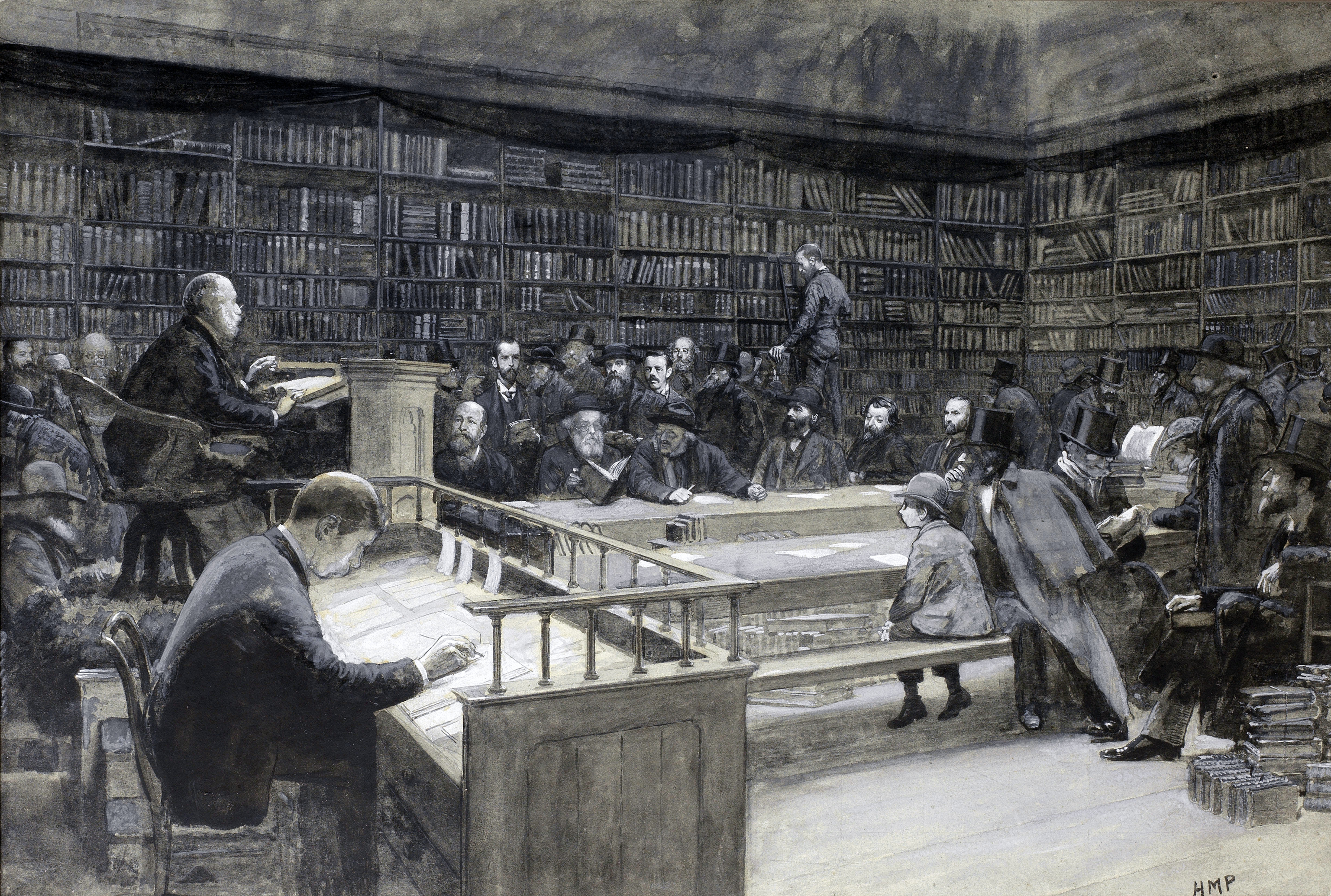
Une vente de livres organisée par Sotheby, Wilkinson & Hodge au siège de Wellington Street (Londres) en 1888.

En 1864, John Wilkinson promeut un employé de longue date de l'entreprise, Edward Grose Hodge et change la raison sociale en « Sotheby, Wilkinson and Hodge », qui demeure ainsi jusqu'en 1924.
Le 29 juin 1865, un violent incendie ravage le siège de Sotheby où étaient entreposés de nombreux objets de grande valeur qui avaient été confiés aux trois auctionners pour être vendus aux enchères. Parmi d'autres détériorations et pertes est notamment signalée la disparition, dans la rupture d'un plancher embrasé, de 39 caisses contenant pas moins de 2 496 livres et manuscrits rares et précieux, des estampes, des autographes, etc., provenant du fonds de librairie de Jacques-Joseph Techener, libraire-expert à Paris. Ruiné par cette perte estimée à 200 000 francs-or, Techener, déçu par la compensation prévue au titre des assurances, intente un procès à Sotheby, Wilkinson et Hodge pour obtenir réparation. 
En 1878, Thomas Hodge, fils d'Edward Grose Hodge, rejoint l'entreprise et devient en 1896 l'associé principal de la société. À sa mort en 1907, son fils vend trois nouvelles parts de la société à Montague Barlow, avocat et membre du Parlement britannique, Felix Warre, banquier, et Geoffrey Hobson, membre du ministère des Affaires étrangères britannique. À l'aube de la Première Guerre mondiale, l'entreprise développe une activité de vente aux enchères de biens immobiliers.

#### Sotheby's (1924-2000)
En 1924, l'entreprise prend le nom de Sotheby and Company.
À la fin des années 1950, la société connaît une phase de forte croissance, sous la direction de Peter Wilson (en). Ainsi, en 1958, l'entreprise ouvre un premier bureau à New York, rachetant un bureau de Parke-Bernet dont la vente a échappé à Maurice Rheims. 
Sotheby’s joue un rôle actif dans le regain d’intérêt pour les artistes de l'école impressionniste et moderne en organisant en 1957 la vente de la collection Weinberg à Londres et en 1958 la vente de la collection Goldschmidt : sept tableaux impressionnistes sont vendus en 21 minutes pour 781 000 £, un résultat spectaculaire. Parmi eux, Le Garçon au gilet rouge de Paul Cézanne acheté par Paul Mellon pour 220 000 £, soit cinq fois le précédent record. En 1964, l'entreprise acquiert la plus grande société de ventes aux enchères d'œuvres d'art des États-Unis, la maison Parke-Bernet.
En 1967, Sotheby’s ouvre des bureaux à Paris, Los Angeles et Houston. L’année suivante à Melbourne, Florence et Toronto, puis en 1969 à Zurich, Munich et Édimbourg. Cette politique d’implantation à travers le monde se poursuit dans les années 1970 dans toute l’Europe, en Asie et dans différents États américains. C’est durant cette période d’expansion rapide, en 1977, que Sotheby’s s’ouvre une première fois à l’actionnariat public sous le nom de Sotheby Parke-Bernet Group plc. Le prix de l’action atteint plus du double de sa valeur initiale en l’espace d’un an et demi.
Les années 1980 sont marquées par plusieurs ventes historiques dont les résultats sont largement relayés dans la presse. Leur caractère théâtral marque les esprits : en 1987, la vente des joyaux de la duchesse de Windsor totalise 50 millions de dollars, soit cinq fois les prévisions les plus élevées de Sotheby's. Alors que l'entreprise fait l'objet d'une offre publique d'achat hostile par deux investisseurs (courante dans les années 1980), Alfred Taubman, homme d'affaires américain et philanthrope, constitue Sotheby's Holding Inc. pour racheter auprès du public le 9 novembre 1983, avec l'accord de ses dirigeants, la totalité des actions de Sotheby Parke Bernet Groupe Plc. Cinq ans plus tard, en 1988, forte de ses nombreux succès, la société s'ouvre pour la seconde fois à l'actionnariat public. La société grandit et développe son marché à Londres et à New York, elle réaménage ses espaces d’exposition, qui prennent une ampleur remarquée. 
L’exemple de la vente d’un tableau de Van Gogh illustre parfaitement ces propos. En 1987, Sotheby’s New York vend le tableau Les Iris pour 53,9 millions de dollars à l’Australien Alan Bond qui ne possédait que 25 millions face à un acheteur japonais qui lui en possédait 50. Le tableau aurait alors dû se vendre pour 26 millions au Japonais. Sauf que Sotheby’s avait prêté 26 millions de dollars à Bond, car ils savaient pertinemment qu’avec ce prêt et ce record de vente pour un tableau de Van Gogh, ils allaient faire augmenter les prix du marché des impressionnistes français. Cette affaire a bien sûr attiré l’attention de l’État de New-York et la maison de vente a donc officiellement dû cesser ce genre de prêts.
Cependant, 20 ans plus tard, on découvre que Sotheby’s pratique d’autres sortes de crédits, en donnant des garanties à leurs clients pour attirer les plus belles œuvres et en les payant, qu’elles soient vendues ou non. En 2007, ce système de « garanties par tiers » est multiplié par 7 et atteint un volume d'environ 1 milliard de dollars. Ce phénomène favorise une « bulle spéculative » car celle-ci gonfle et peut, en éclatant, engendrer d’énormes dettes. D’ailleurs elle est entre autres encouragée par une médiatisation extrêmement lourde, toujours à l’affût des prix estimés plus élevés que les derniers records de ventes. Les enchères permettent alors de gonfler les prix au maximum pour les revendre aux particuliers.

### Depuis 2000

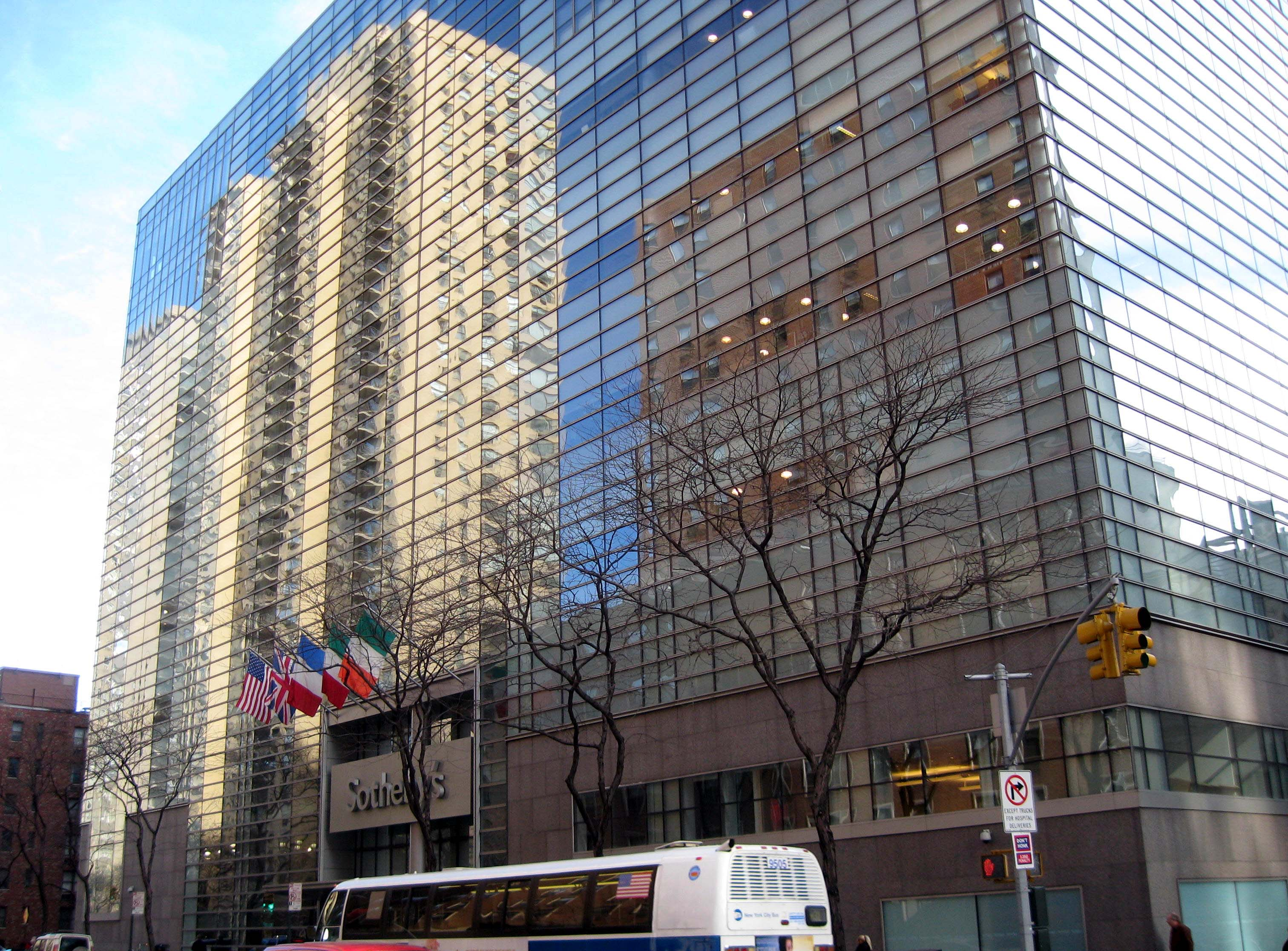
Siège de Sotheby's à New York.

En 2000, William F. Ruprecht prend la tête de la société, qui concentre son attention sur le haut du marché et développe sa clientèle à travers le monde. C'est chez Sotheby's qu'ont été établis certains de plus gros records du monde aux enchères pour une peinture, une sculpture ou encore l'œuvre d'un artiste vivant.
Sotheby’s continue à miser sur la qualité et la valeur des objets mis en vente. Une stratégie qui porte ses fruits, comme le souligne la presse.
En 2010 à Paris, 93 % des lots étaient vendus au-dessus de 100 000 €.
En 2012, Sotheby's France dénombre 20 adjudications supérieures à 1 million d'€ lors de ses ventes aux enchères.
En 2015, Tad Smith remplace Ruprecht au poste de président : il n'a aucune expérience dans l'art, comme aime à le souligner la presse spécialisée. La même année, Serena Sutcliffe, qui occupait le poste de directrice du département des vins prend sa retraite après 24 ans. 
En juin 2016, Taiking Life Insurance prend une participation de 13,5 % dans le capital, devenant le premier actionnaire. 
En décembre 2016, au moment où l'affaire de présumés faux tableaux d'art ancien atteint son paroxysme, Sotheby's, devenant ainsi le premier commissaire-priseur à disposer d'une unité interne de conservation et d'analyse, achète Orion Analytical, un laboratoire de sciences de la conservation fondé en 2000 par James Martin à Williamstown (Massachusetts) et presque exclusivement composé de lui-même. James Martin a prêté de nombreuses fois ses compétences médico-légales au FBI pour des enquêtes de contrefaçon,.
En 2018, le milliardaire russe Dmitri Rybolovlev entame des poursuites contre la maison de vente dans le cadre de l’affaire Bouvier. L’oligarque soutient que Sotheby’s a aidé Yves Bouvier dans une fraude à son encontre pour une valeur de 380 millions d’euros. Rybolovlev accuse Yves Bouvier d’avoir surfacturé certaines œuvres achetées par le milliardaire pour un préjudice approximativement estimé à 1 milliard d’euros. 
En novembre 2019, la Cour d’appel de New York exige que Sotheby’s fournisse les documents demandés dans le cadre de procédures judiciaires à l’étranger. La Cour d’appel américaine a rejeté les arguments de Sotheby’s faisant valoir la confidentialité de ces documents et a expliqué que la localisation à l’étranger de procédures  « ne met pas la maison de vente hors de portée de la justice américaine ».
Le 17 juin 2019, Patrick Drahi annonce un rachat complet de Sotheby's, pour un montant de 3,7 milliards de dollars. Sotheby’s a perdu 40 % de sa valeur en bourse avant son rachat par Patrick Drahi. 
Lors de la crise du COVID-19, l'entreprise a dû interrompre ses ventes publiques.

## Sotheby’s France

### De Monaco à Paris
En 1967, Sotheby's ouvre des bureaux à Paris et à Monaco. La loi interdisant aux sociétés internationales d’organiser des ventes aux enchères en France, Peter Wilson déplace la salle des ventes à Monaco, enclave de droit étranger non soumise à la législation française. À compter de 1975 et de la vente Redé-Rothschild, Monaco devient un haut lieu de ventes aux enchères, du mobilier français XVIIIe à l'art décoratif.
En 1991, nommée présidente de Sotheby's France, Laure de Beauvau-Craon se donne pour mission d'internationaliser le marché français des ventes aux enchères en attaquant le monopole des commissaires-priseurs vieux de plus de quatre siècles. Sous la pression constante de Sotheby's mais aussi d'autres acteurs du monde des enchères, la loi mettant fin à ce monopole est adoptée en juillet 2000 et Sotheby's reçoit du Conseil des Ventes le premier numéro d'agrément (no 2001-002) délivré en France à une société étrangère. Le 3 mai 2017, Laure de Beauvau-Craon décède.

### Sotheby’s France aujourd’hui

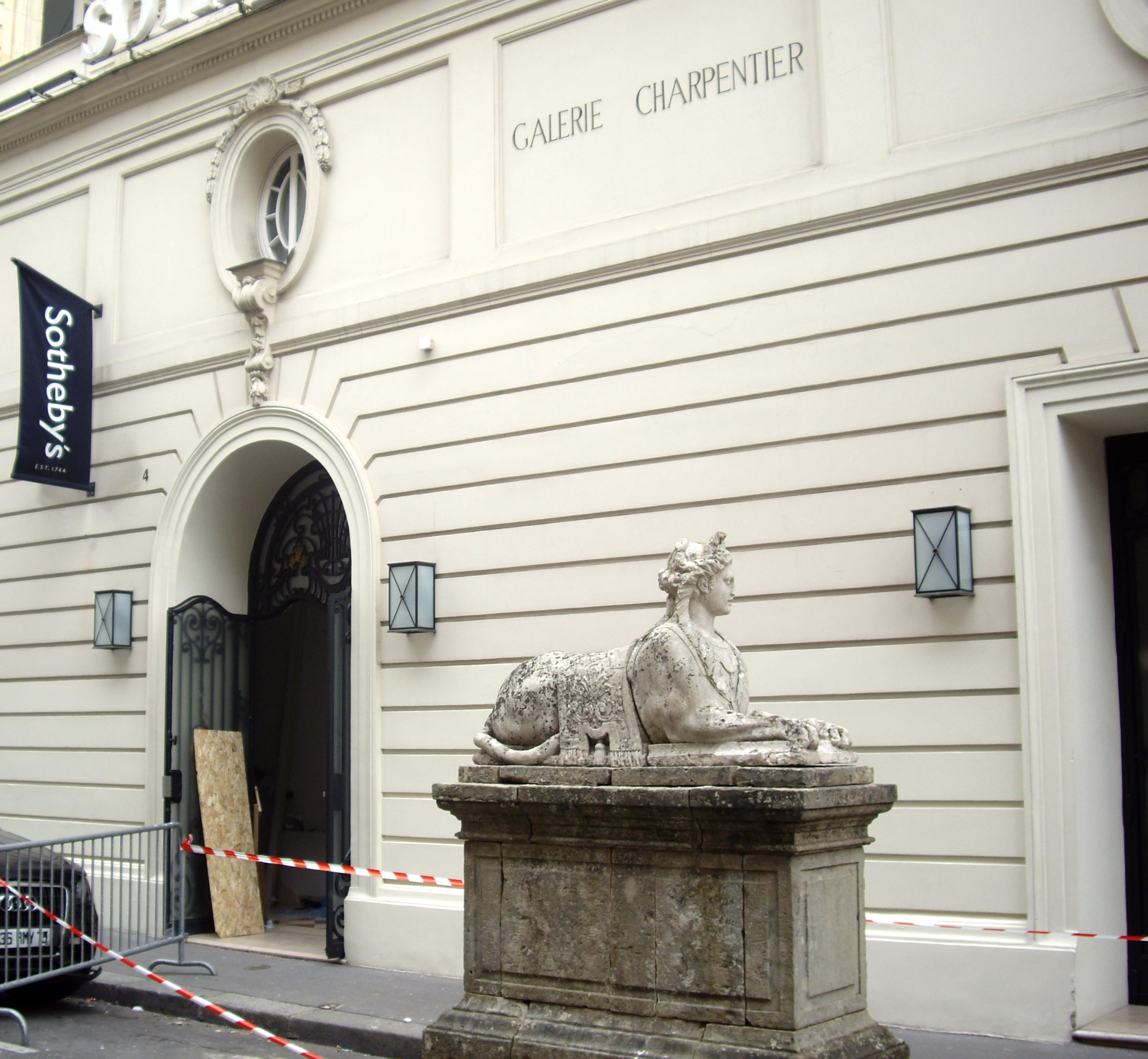
Jour de livraison chez Sotheby's à Paris, rue de Duras, en 2010.

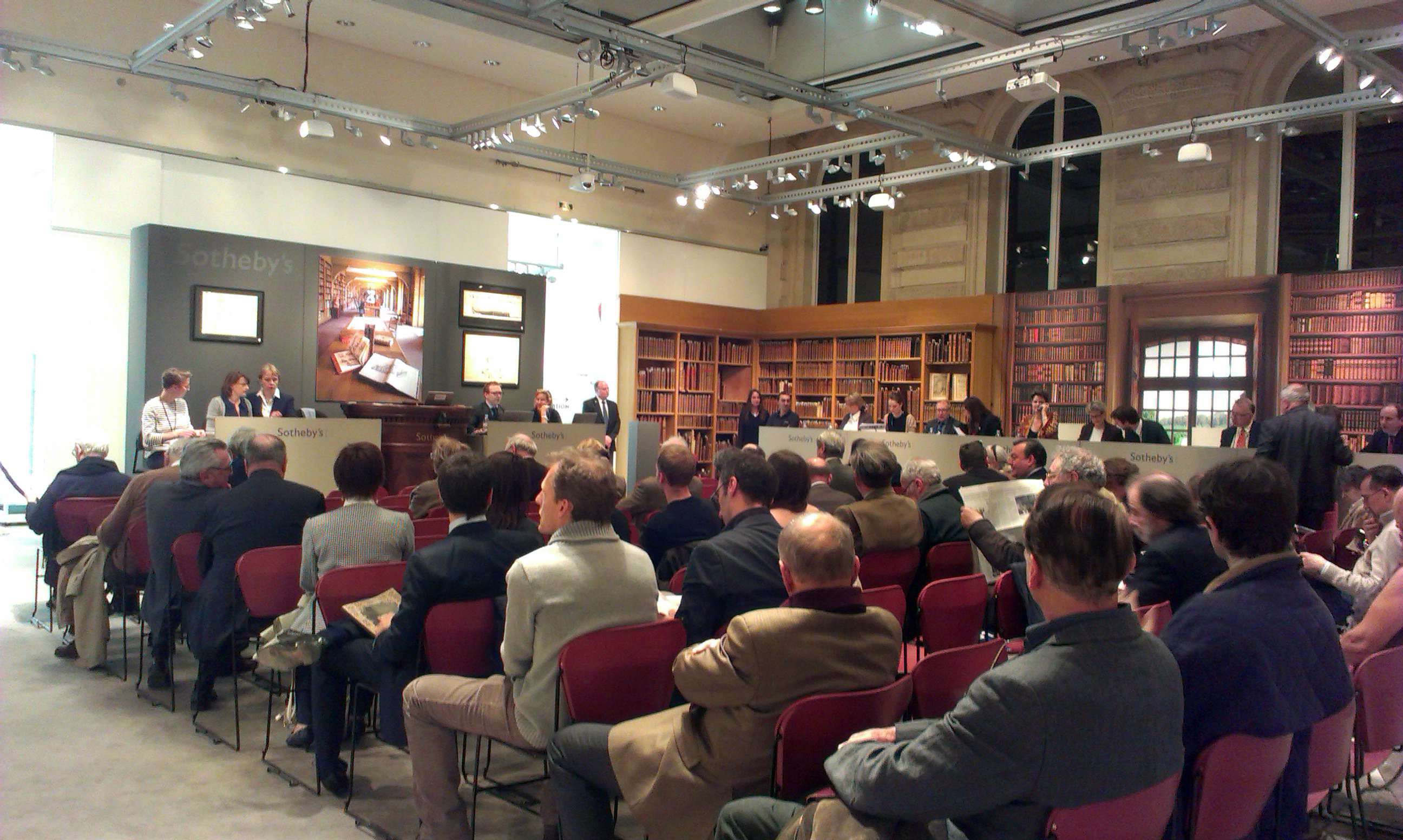
Vente de la bibliothèque des ducs de Luynes, Paris, avril 2013.

En 2010, Sotheby’s France annonce le plus fort chiffre d'affaires des 393 sociétés de ventes en France, pour la deuxième fois en trois ans, selon les premiers chiffres de l’étude économique publiée par le Conseil des Ventes le 31 mars 2011,. 
Les ventes de Sotheby's France en 2012 ont totalisé 182 M€ avec 20 adjudications supérieures à 1 M€, les records pour un tableau (Picasso, Portrait de Dora Maar, 6,3 M€) et pour une collection (Collection Mis, 19 M€) vendus en France. Les acheteurs de Sotheby's étaient français (33 %), mais aussi européens (35 %), originaires du continent américain (13 %) et du reste du monde (12 %). Le nombre toujours élevé d'enchérisseurs étrangers confirme le rôle moteur joué par Sotheby's dans l'internationalisation de la place de Paris.
Installée dans la prestigieuse Galerie Charpentier, 76 rue du Faubourg-Saint-Honoré, Sotheby’s compte aujourd’hui à Paris cinquante spécialistes dans de nombreux domaines d’expertise : Art Impressionniste & Moderne, Art Contemporain, Tableaux et Dessins Anciens, Tableaux et Dessins du XIXe siècle, Art Russe, Mobilier, Sculptures et Objets d'Art, Orfèvrerie Européenne, Joaillerie, Arts Décoratifs du XXe siècle & Design, Livres et Manuscrits, Photographies, Arts d’Afrique & d’Océanie et Arts d’Asie.
Depuis janvier 2016, Sotheby’s France est dirigée par Mario Tavella, président-directeur général de Sotheby’s France et chairman de Sotheby's Europe. En janvier 2020, Florent Jeanniard est nommé à la vice-présidence de Sotheby’s France.
En 2018, la filiale française a réalisé un chiffre d'affaires de 63 222 100 € et dégagé un résultat de 5 447 100 €. Elle emploie 121 salariés.
En 2024, Sotheby's France a quitté la Galerie Charpentier pour s'installer au 83 rue du Faubourg Saint-Honoré.

## Records des ventes passées  chez Sotheby's
- Hotel Window d'Edward Hopper, atteint 26 896 000 $ le 29 novembre 2006.